# Vernalisatie
Vernalisatie is het door kou beïnvloeden van groeiprocessen, zoals kieming van bepaalde koudebehoeftige zaden en in het generatieve stadium (aanleg van bloemen) laten overgaan van meestal tweejarige planten. Vernalisatie vindt doorgaans plaats bij temperaturen tussen de 0 en 10 graden Celsius en gaat het beste tussen 0 en 3 graden.
Vernalisatie treedt op doordat er een verandering in expressie van de genen in de plant optreedt. Het verantwoordelijke gen bij de zandraket is het FLC-gen. Ook bij andere gewassen komen vergelijkbare genen voor. Dit gen maakt een eiwit aan dat de bloei onderdrukt. Door een koude periode wordt dit gen uitgezet en verdwijnt de bloeiremming. Hierbij is de chromatinestructuur zodanig veranderd dat het gen niet meer afgelezen kan worden. Het gen is epigenetisch veranderd.
Voor bijvoorbeeld wintergranen, zoals wintertarwe, winterrogge en wintergerst is vernalisatie noodzakelijk voor een goede opbrengst, terwijl zomergranen geen vernalisatie behoeven. 
Vernalisatie kan ook een technische behandeling zijn van zaden om planten eerder tot bloei of vruchtdragen te brengen. Bollen bloeien pas na vernalisatie, die door de winterkou of kunstmatig in koelcellen gegeven kan worden.